# 昭和けんかロック
「昭和けんかロック」（しょうわけんかロック）は、日本のフォークバンド・海援隊のメジャー4作目（通算9作目）のシングル。

## 概要
- 前作「あんたが大将」から5か月ぶりのシングル。

## 収録曲
1. 昭和けんかロック [3:36]
作詞：武田鉄矢
作曲：千葉和臣
編曲：田辺信一
2. 路地裏で… [3:34]
作詞：武田鉄矢
作曲：千葉和臣
編曲：田辺信一
リードボーカルは千葉が務めている。